# Иудаика

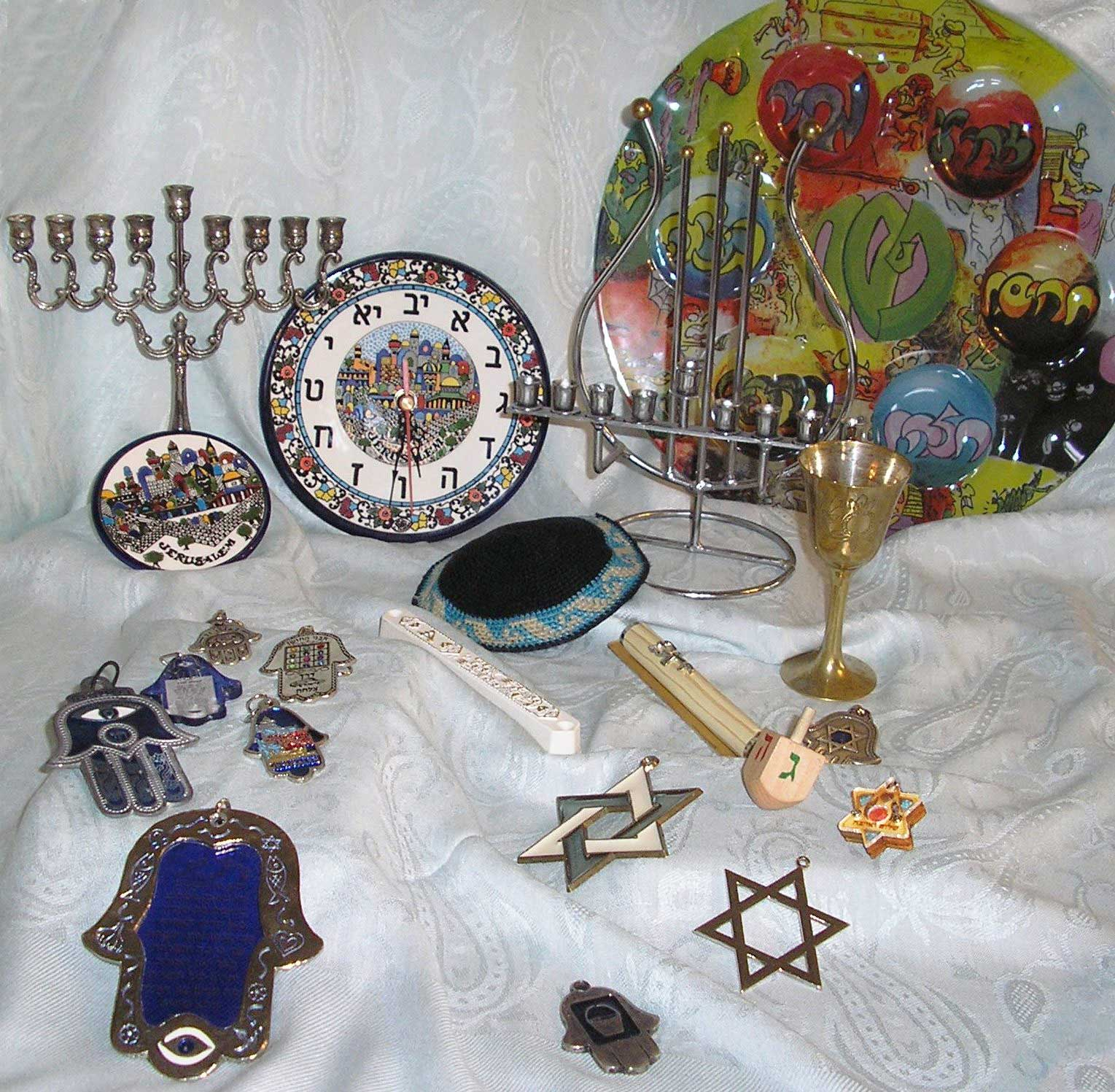
Хамса, ханукия, часы с еврейскими буквами вместо цифр, мезуза, кипа, звезда Давида, бокал для кидуша, ханукальный волчок, пасхальное блюдо, декоративная тарелочка с видом Иерусалима.

Иуда́ика (лат. judaica, букв. «иудейские») — «наука о еврействе», раздел гуманитарных исследований, направленных на изучение религии, истории, культуры и быта еврейского народа.
В иудаику входят и исследования таких областей, как еврейская философия, еврейское право, анализ таких еврейских текстов, как Танах, Мишна, Талмуд, Мидраш, а также еврейских мистических текстов, относящихся к области Каббалы, еврейская литература — древняя и современная, еврейские языки (иврит, идиш, ладино, еврейские диалекты арамейского и др.).
Впервые это понятие начало использоваться в Германии в начале XIX века членами движения «Еврейское просвещение» (Wissenschaft des Judentums, дословно «наука об иудаизме»). Их целью было представить иудаизм просвещенной Европе того времени, а также исследовать его рациональными научными методами.

## Иудаика на русском языке
Одна из первых уникальных коллекций иудаики в России была собрана в 1912—1914 годах в этнографических экспедициях по «черте оседлости» под руководством С. Ан-ского при участии С. Б. Юдовина в качестве фотографа. Ими были сделаны около 2 000 фотографий евреев, синагог и их интерьеров, надгробий на еврейских кладбищах, иллюминированных рукописей, декорированной ритуальной утвари, предметов традиционного еврейского быта и многих других вещей. Коллекция Ан-ского произвела огромное впечатление на еврейскую интеллигенцию в России и вызвала сильный рост интереса к еврейскому народному искусству.
Крупнейшим еврейским историком, работавшим в России, является эмигрировавший из СССР в 1922 году Семен Дубнов.
В Советском Союзе в первые десятилетия его существования, были представлены различные области иудаики, как правило вне университетов и академических институтов. Однако начиная с тридцатых годов эти области были запрещены как отдельные области знаний, а научные центры были разгромлены. В СССР иудаика не существовала как научное направление. Специалистов в области иудаики практически не готовил ни один советский университет или иной ВУЗ.
Тем не менее, существовали отдельные исследователи, которые публиковали работы по иудаике (в основном по еврейской истории) и в советское время. Например, одним из видных исследователей еврейской истории, жившим и работавшем в СССР, был Саул Боровой.
В 2013 году на базе Санкт-Петербургского государственного университета и Еврейского университета в Иерусалиме основан Международный научно-теоретический журнал Judaica Petropolitana.

## Преподавание иудаики на русском языке
Сегодня иудаика — это обширная область гуманитарных знаний, которой занимаются академические институты и университеты в большинстве развитых стран мира.
Начиная с 90-х годов XX века разные области иудаики преподаются в некоторых ВУЗах России и СНГ. Существуют факультеты иудаики при ИСАА МГУ, РГГУ, а также отдельные ВУЗы — такие как Академия имени Маймонида, Петербургский институт иудаики, Открытый университет Израиля, «Центр изучения восточноевропейского еврейства» Национального университета «Киево-Могилянская академия».

## Искусство
В прикладном значении понятие «иудаика» часто используется для обозначения прикладного искусства в области изображения и эстетизации предметов еврейского религиозного ритуала и быта. Темой этой области искусства является символика иудаизма, еврейские ритуальные принадлежности, декоративные предметы еврейского быта.